# Agua Blanca Serranía
Agua Blanca Serranía es una localidad del estado mexicano de Chiapas. Es parte del municipio de Palenque.

## Demografía
| Gráfica de evolución demográfica |
|                                  |

| Censo | Población |
| ----- | --------- |
| 1990  | 834       |
| 2000  | 1 008     |
| 2010  | 1 263     |
| 2020  | 1 726     |